# Zapadnaja Dwina
Zapadnaja Dwina (ros. Западная Двина) – miasto położone w zachodniej Rosji na terenie obwodu twerskiego, centrum administracyjne rejonu zapadnodwińskiego.

## Położenie
Miasto położone jest w południowo-zachodniej części obwodu twerskiego, na 362 km autostrady Moskwa–Ryga, nad rzeką Zachodnia Dwina. Przez miasto przechodzi też linia kolejowa Moskwa–Wielkie Łuki–Ryga, na której znajduje się tu stacja kolejowa Zapadnaja Dwina.

## Historia
Miejscowość założona w 1900 roku, status osiedla typu miejskiego od 1927, od 1937 roku miasto.